# Гимназическая набережная (Харьков)
Гимназическая набережная (укр. Гімназійна набережна, ранее Красношкольная набережная) — улица в центре города Харькова, расположенная на левом берегу реки Харьков между Московским проспектом и цирком. Находится административно в Основянском районе.

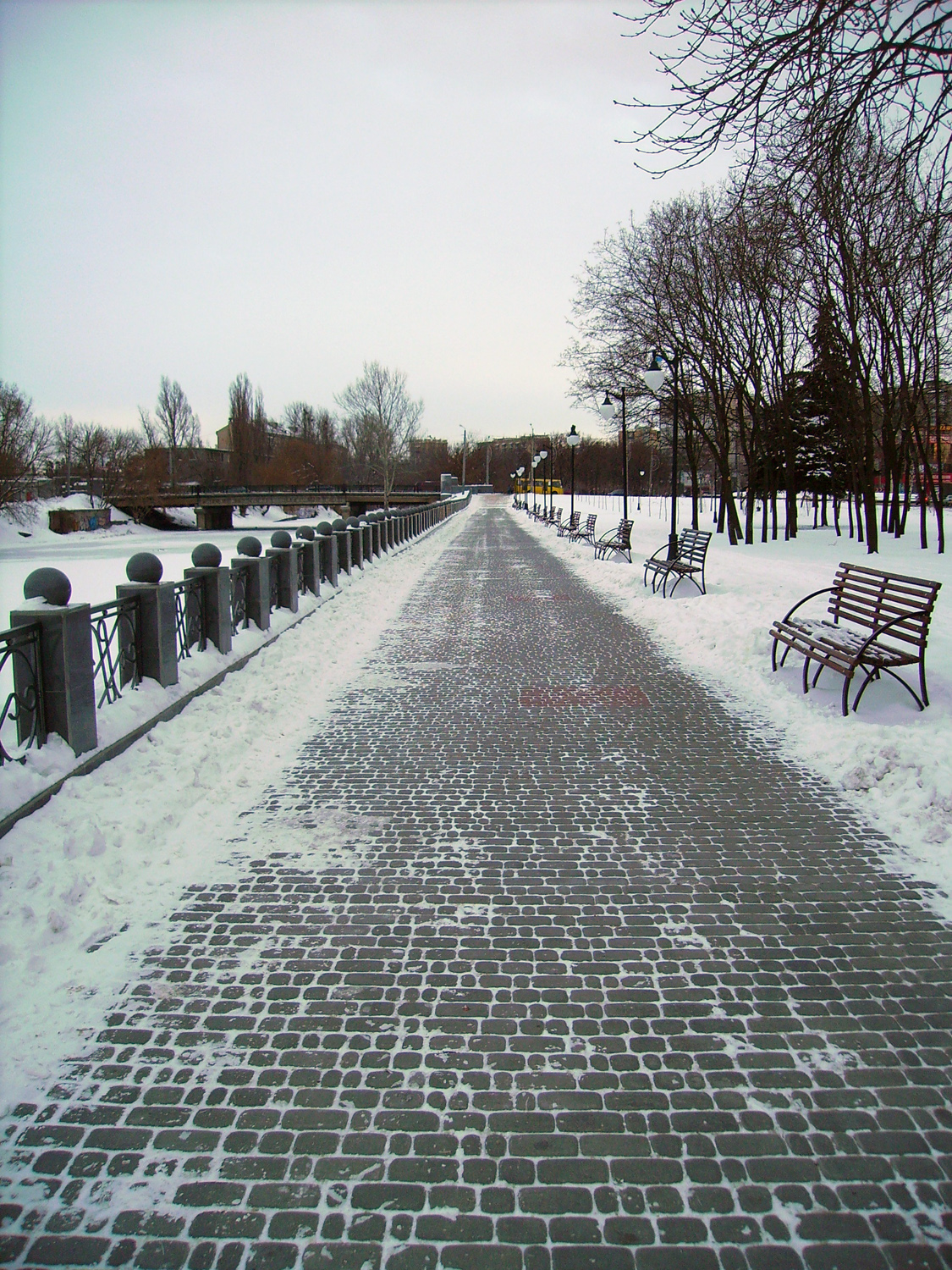
Гимназическая набережная зимой

## Реконструкция

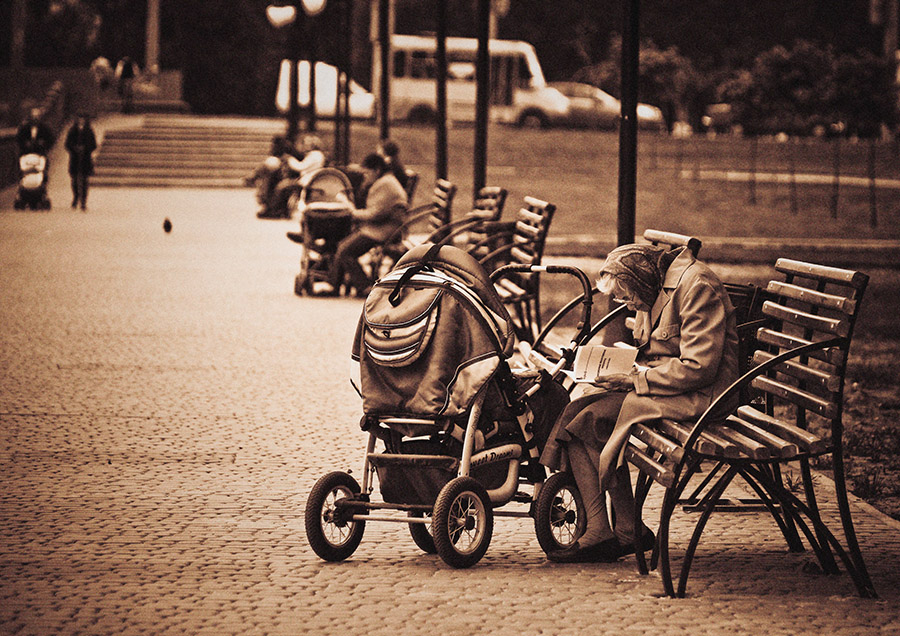
Красношкольная набережная, май 2009. Автор фото: Осипов Александр

Первая очередь благоустройства набережной (участок от цирка до проспекта Гагарина) была закончена в 2008 году, вторая (от проспекта Гагарина до Московского проспекта) в 2009.
В ходе реконструкции/благоустройства за 2008 год набережной было восстановлено наружное освещение, установлено 45 опор, 58 светильников, 50 садовых скамеек, оборудованы 2 детские и спортивная площадки. Выполнены работы по укладке 4 тыс. м² тротуарной плитки. Было восстановлено гранитное ограждение с шарами и декоративной решёткой.